# Chailly-en-Bière
Chailly-en-Bière è un comune francese di 2 082 abitanti situato nel dipartimento di Senna e Marna nella regione dell'Île-de-France.In questo paese visse  il pittore impressionista Claude Monet(1840-1926).

## Società

### Evoluzione demografica
Abitanti censiti